# Rio Sélune
O rio Sélune é um rio localizado no departamento da Mancha, na região da Baixa Normandia, no norte da França. Nasce em Saint-Cyr-du-Bailleul e desagua na baía do Monte Saint-Michel.
Antes do início do século XI constituía a fronteira entre o ducado da Bretanha e o ducado da Normandia.